# 오호 (연호)
오호(応保, おうほう)는 일본의 연호(元号) 중 하나이다.
- 전후 : 에이랴쿠(永暦) 이후 - 조칸(長寛) 이전.
- 시기 : 1161년 ~ 1162년
- 천황 : 니조 천황

## 개원(改元)
- 에이랴쿠 2년 9월 4일(율리우스력 1161년 9월 24일), 천연두의 유행에 의해 개원.
- 오호 3년 3월 29일(율리우스력 1163년 5월 4일), 조칸으로 개원된다.

## 출전
『서경』의 「已女惟小子、乃服惟弘王、應保殷民」.

## 서력과의 대조표
| 오호 | 원년   | 2년    | 3년    |
| ---- | ------ | ------ | ------ |
| 서력 | 1161년 | 1162년 | 1163년 |
| 간지 | 신사   | 임오   | 계미   |

## 같이 보기
- 일본의 연호 일람

| 이전 에이랴쿠 | 일본의 연호 1161년 ~ 1163년 | 다음 조칸 |